# Samoa en los Juegos Olímpicos de la Juventud 2018
Samoa compitió en los Juegos Olímpicos de la Juventud 2018 en Buenos Aires, Argentina, celebrados entre el 6 y el 18 de octubre de 2018. No obtuvo medallas en las justas deportivas.

## Medallero
| Medalla       | Oro | Plata | Bronce | Total |
| ------------- | --- | ----- | ------ | ----- |
| Total oficial | 0   | 0     | 0      | 0     |

## Disciplinas

### Boxeo
Samoa calificó a 3 niños por su desempeño en el Campeonato de Boxeo de Oceanía en Apia, Samoa.

### Levantamiento de pesas
Samoa obtuvo una plaza del comité tripartito para competir en levantamiento de pesas.
- Eventos femeninos - 1 plaza